# César for bedste musik skrevet til en film
Dette er en liste over vindere af Césarprisen - for bedste musik skrevet til en film er blevet uddelt hvert år siden 1976. Prisen uddeles til den komponist, der har skrevet den bedste musik til en af årets franske film.

## Priser
| År   | Film                                | Komponist                                             |
| ---- | ----------------------------------- | ----------------------------------------------------- |
| 2013 | Smagen af rust og ben               | Alexandre Desplat                                     |
| 2012 | The Artist                          | Ludovic Bource                                        |
| 2011 | The Ghost Writer                    | Alexandre Desplat                                     |
| 2010 | Le Concert                          | Armand Amar                                           |
| 2009 | Séraphine                           | Michael Galasso                                       |
| 2008 | Les Chansons d'amour                | Alex Beaupain                                         |
| 2007 | Ne le dis à personne                | Mathieu Chédid                                        |
| 2006 | De battre, mon coeur s'est arrêté   | Alexandre Desplat                                     |
| 2005 | Les Choristes                       | Bruno Coulais                                         |
| 2004 | Les Triplettes de Belleville        | Benoît Charest                                        |
| 2003 | Le Pianiste                         | Wojciech Kilar                                        |
| 2002 | Le Fabuleux destin d'Amélie Poulain | Yann Tiersen                                          |
| 2001 | Vengo                               | Tony Gatlif, La Caita, Sheikh Ahmad Al Tuni, Tomatito |
| 2000 | Himalaya, l'enfance d'un chef       | Bruno Coulais                                         |
| 1999 | Gadjo Dilo                          | Tony Gatlif                                           |
| 1998 | Western                             | Bernardo Sandoval                                     |
| 1997 | Microcosmos, le peuple de l'herbe   | Bruno Coulais                                         |
| 1996 | Elisa                               | Michel Colombier, Zbigniew Preisner                   |
| 1995 | Trois couleurs - Rouge              | Zbigniew Preisner                                     |
| 1994 | Un, deux, trois, soleil             | Khaled                                                |
| 1993 | L'Amant                             | Gabriel Yared                                         |
| 1992 | Tous les matins du monde            | Jordi Savall                                          |
| 1991 | Cyrano de Bergerac                  | Jean-Claude Petit                                     |
| 1990 | La Vie et rien d'autre              | Oswald D'Andrea                                       |
| 1989 | Le Grand bleu                       | Eric Serra                                            |
| 1988 | Champ d'honneur                     | Michel Portal                                         |
| 1987 | Autour de minuit                    | Herbie Hancock                                        |
| 1986 | Tangos, l'exil de Gardel            | José Luis Castiniera de Dios, Astor Piazzolla         |
| 1985 | Les Cavaliers de l'orage            | Michel Portal                                         |
| 1984 | Le Bal                              | Vladimir Cosma                                        |
| 1983 | Le Retour de Martin Guerre          | Michel Portal                                         |
| 1982 | Diva                                | Vladimir Cosma                                        |
| 1981 | Le Dernier métro                    | Georges Delerue                                       |
| 1980 | L'amour en fuite                    | Georges Delerue                                       |
| 1979 | Préparez vos mouchoirs              | Georges Delerue                                       |
| 1978 | Providence                          | Miklós Rózsa                                          |
| 1977 | Barocco                             | Philippe Sarde                                        |
| 1976 | Le Vieux fusil                      | François de Roubaix                                   |